# Sphinx (Marvel)
Sphinx is een fictief wezen uit de strips van Marvel Comics. Hij werd bedacht door Marv Wolfman en Sal Buscema en verscheen voor het eerst in Nova #6 in 1977.

## Biografie
De Sphinx of Sfinx was oorspronkelijk de hoftovenaar van farao Ramses II. Toen Mozes hem in een test vernederde, werd hij verbannen. Hij zwierf door de egyptische woestijn, en ontdekte een tempel met de Ka-steen. Deze steen nestelde zich op zijn voorhoofd en gaf hem onmetelijke krachten alsook onsterfelijkheid.
Sindsdien noemt hij zich de Sphinx. De komende 5000 jaar struint hij de Aarde af op zoek naar interessante belevenissen. Na een poos begint hij zich danig te vervelen en probeert van de Ka-steen af te komen, om te kunnen sterven. De geest Veritas plaagt hem echter met het de onafwenbaarheid van zijn lot.
Op zoek naar een manier om zijn leven te beëindigen, leert hij van Quasimodo the Living Computer dat het antwoord op de planeet Xandar te vinden is. Daar aangekomen absorbeert de Sphinx de gezamenlijke kennis van de centrale supercomputer en wordt almachtig. Nu zocht hij niet langer zijn eigen dood, maar die van de Aarde.
De Fantastic Four riep de hulp in van Galactus om de Sphinx te verslaan. Dit lukte, en Galactus verpulverde de Ka-steen en zond de Sphinx terug in de tijd, net voordat hij de steen vond. Zo was de Sphinx dus gedoemd zijn leven steeds opnieuw te moeten herhalen.

### Wedergeboorte & Dood
Door een tijdtruc wist de Sphinx echter direct na het gevecht terug te keren, en de Ka-steen te herstellen met een machine. Het Ding voorkwam dat de steen volledig werd hersteld door de machine te vernielen. Zinnend op wraak voor het feit dat hij voelde dat hij niet langer onsterfelijk meer was, versloeg de Sphinx het Ding. De Puppet Master redde het Ding echter uit dankbaarheid, door de Sphinx met een pop te beheersen. Hij dwong de Sphinx zijn Ka-steen te verpulveren. De Sphinx, niet langer gesteund door de krachten van de Ka-steen, verouderde snel en verging tot stof.

## Krachten en vaardigheden
Onder de invloed van de krachten van de Ka-steen, was de Sphinx onsterfelijk. Hij beschikte daardoor ook over mystieke energie. Voorheen kon de Sphinx 85 ton aan kracht verzamelen, na zijn transformatie op Xandar was hij even krachtig als de Hulk, klasse 100 ton en meer. Zijn energie-krachten evenaarden die van Galactus.

## Fysieke verschijning
Na het opnemen van de kennis van de computer van Xandar, kon de egyptische Sphinx zijn eigen grootte bepalen.

## Bron
- The Official Handbook of the Marvel Universe vol.10 The Book of the Dead